# جامعة نورثمبريا نيوكاسل
جامعة نورثمبريا نيوكاسل (Northumbria Newcastle University) هي إحدى الجامعات البريطانية وهي ثاني أكبر جامعة في مدينة نيوكاسل أبون تاين في شمال إنجلترا بعد جامعة نيوكاسل. رغم انها تعتبر من الجامعات الحديثة، إلا أن لها تاريخ عريق حيث تعود الكليات الأساسية بها إلى أواخر القرن التاسع عشر. يرجع تاريخ إنشاء الجامعة لعام 1894، إذ كانت تسمى كلية روثفورد للتكنولوجيا، وفي عام 1969 تم تغيير اسمها لـ"نيو كاسل بولتيكنيك"، لتكسب الصفة الجامعية في عام 1992 كواحدة من ضمن الجامعات الجديدة، تعتبر أيضًا واحدة من أكبر جامعات المملكة المتحدة من حيث عدد الطلاب حيث تضم الجامعة حوالي 30 الف طالب منهم 23 الف طالب يدرس بالمرحلة الجامعية، و7 آلاف طالب يدرس ببرامج الدراسات العليا، و220 طالب يدرس بالتخصصات الإضافية، كما تضم الجامعية حوالي 3.555 طالب دولي من مختلف دول العالم.
تضم الجامعة 8 كليات أكاديمية هي؛ كلية الفنون والعلوم الاجتماعية والآداب وكلية نيوكاسل لإدارة الأعمال وكلية البيئات الاصطناعية والطبيعية وكلية الحاسبات وعلوم المعلومات وكلية التصميم وكلية دراسات الصحة العامة والتعليم وكلية القانون وكلية علوم الحياة. وتدرس مناهج في معظم التخصصات الرئيسية مثل الهندسة والحوسبة والعلوم والأعمال التجارية والقانون والتصميم والبيئات الطبيعية والاصطناعية والفنون والعلوم الاجتماعية والإنسانية والآداب وعلم النفس والرياضة والصحة وغيرها
استثمرت الجامعة في السنوات الأخيرة مرافق حديثة  والعديد من الأدوات لدعم الطلاب. مايميز الجامعة انها تمتلك مكتبة ضخمة وحصلت على العديد من الجوائز بفضلها.
ترحب نورثمبريا أيضاً بالطلاب من أكثر من 130 دولة من بين مجتمع طلابي يضم 32000 طالب، ويمكنهم جميعاً الاستفادة من خدمات الدعم الممتازة إلى جانب المشاركة في أكثر من 100 جمعية طلابية ومشاريع تطوعية. وتكلفة الرسوم الدراسية للطلاب الأجانب مناسبة جداً وهناك منح دراسية سخية متاحة لهم. كما تعد نيوكاسل واحدة من أكثر مدن المملكة المتحدة التي تتميز بأسعارها المناسبة، مما يجعل نورثمبريا خياراً جذاباً للعديد من الطلاب.
حصلت جامعة نورثمبريا على تصنيف Silver Teaching Excellence Framework تقديراً لجودتها العالية في التدريس.صُنفت من بين أفضل 500 جامعة حول العالم وفقًا لـ”Times Higher Education”. عام 2020 تم اعلانها الأفضل بين الجامعات الحديثة في بريطانيا. توفر الجامعة للطلاب تجربة تعليمية تهدف إلى تأهيلهم مدى الحياة وتتشكل من خلال أبحاث رائدة على مستوى العالم. ويدرس الطلاب على أيدي أساتذة وخبراء لديهم التزام بتقديم تجربة تعليمية مميزة للطلاب.
- Allen، Joan؛ Buswell، Richard (2005). Rutherford's Ladder: The Making of Northumbria University, 1871-1996. Newcastle upon Tyne: نورثمبريا نيوكاسل. ISBN:1-904794-09-2. مؤرشف من الأصل في 2020-09-27.
- اتحاد الطلبة